# Santiago da Ribeira de Alhariz
Santiago da Ribeira de Alhariz é uma freguesia portuguesa do município de Valpaços, com 18,09 km² de área e 503 habitantes (censo de 2021). A sua densidade populacional é 27,8 hab./km².
Situada num contraforte da serra da Padrela, bem exposta a nascente e a cerca de 13 quilómetros da sede domunicípio (Valpaços), integra 12 povoações.

## Demografia
A população registada nos censos foi:
| Distribuição da População por Grupos Etários | Distribuição da População por Grupos Etários | Distribuição da População por Grupos Etários | Distribuição da População por Grupos Etários | Distribuição da População por Grupos Etários |
| -------------------------------------------- | -------------------------------------------- | -------------------------------------------- | -------------------------------------------- | -------------------------------------------- |
| Ano                                          | 0-14 Anos                                    | 15-24 Anos                                   | 25-64 Anos                                   | > 65 Anos                                    |
| 2001                                         | 94                                           | 102                                          | 414                                          | 225                                          |
| 2011                                         | 38                                           | 50                                           | 273                                          | 242                                          |
| 2021                                         | 23                                           | 24                                           | 187                                          | 269                                          |

## Aldeias
Adagoi, Amoinha Nova, Alvites ,Chamoinha, Cancelo,Campo de Égua, Esturãos, Parada, Paradela, São Juzenda, Vila Nova, Vilela
As aldeias de Santiago da Ribeira de Alhariz são as seguintes:
| Santiago      | 45 hab | 1,43 km² |
| Adagoi        | 0 hab  | 0,83 km² |
| Amoinha Nova  | 30 hab | 1,68 km² |
| Alvites       | 30 hab | 1,57 km² |
| Chamoinha     | 27 hab | 1,41 km² |
| Cancelo       | 55 hab | 1,36 km² |
| Campo de Égua | 25 hab | 1,59 km² |
| Esturãos      | 60 hab | 1,53 km² |
| Parada        | 24 hab | 1,73 km² |
| Paradela      | 30 hab | 1,49 km² |
| São Juzenda   | 20 hab | 1,51 km² |
| Vila Nova     | 15 hab | 1,62 km² |
| Vilela        | 35 hab | 1,62 km² |

## Património
- Igreja Paroquial
- Castro de Vila Nova, Alto da Cerca, Cividade (classificado como Imóvel de Interesse Público, através do Decreto n.º 1/86, de 3 de Janeiro de 1986).
- Capela de Santa Ana
- Capela de Amoinha Nova
- Capela de Vilela
- Capela de Esturãos
- Capela de Chamoinha
- Capela de Alvites
- Capela do Cancelo
- Capela de Parada
- Capela de Paradela
- Fontes de Mergulho (Chamoinha; Chamoinha no lugar da Fontela; Paradela)
- Eira comunitária

## Coletividades
```
* Associação Cultural, recreativa e desportiva de Esturãos
```

## Festas e Romarias
- São Marinho (2.º domingo de agosto)
- Santa Isabel (maio)
- Santa Ana (25 de março)
- S. Bartolomeu (24 de agosto)

## Galeria

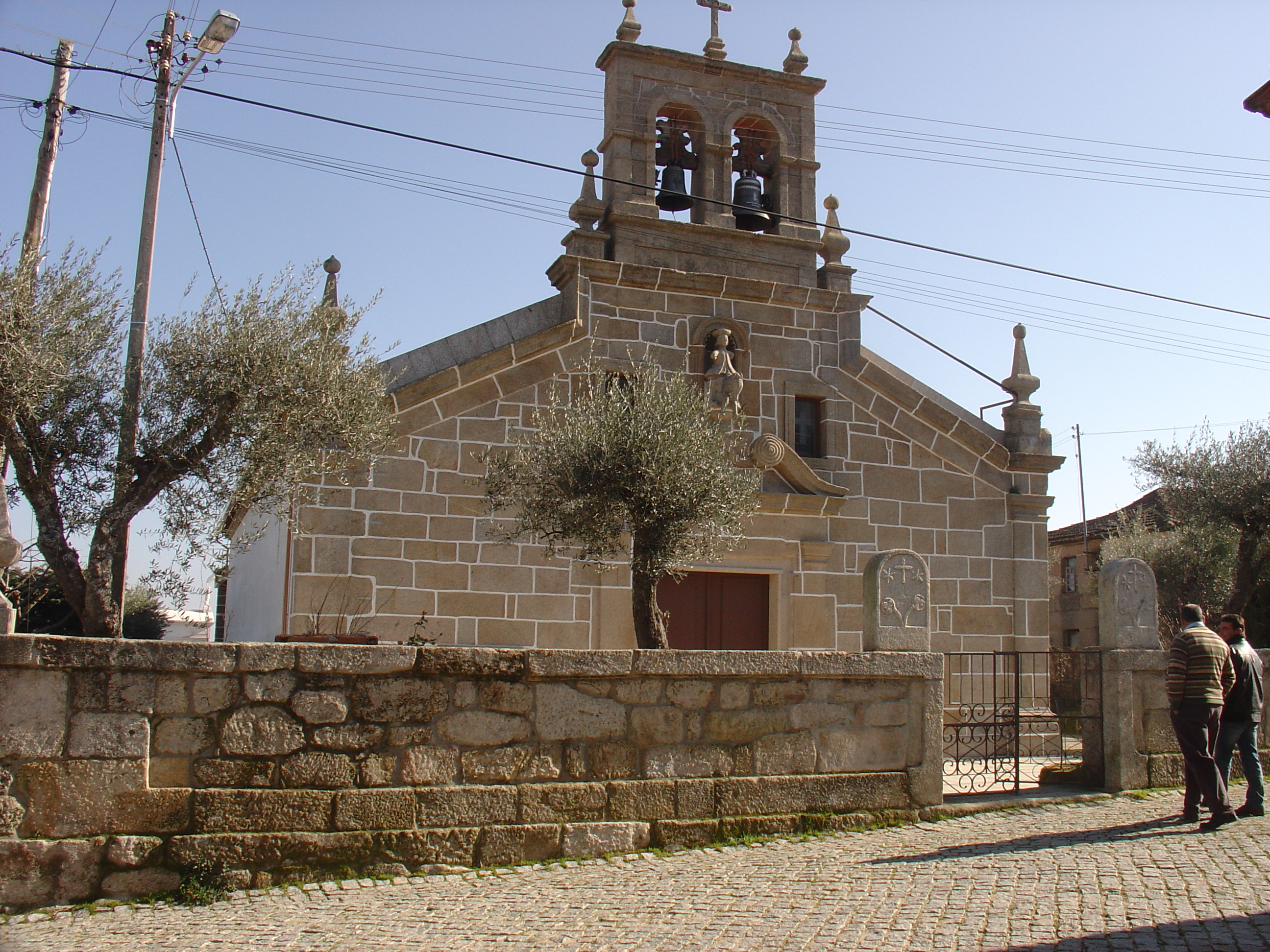
Igreja de Santiago
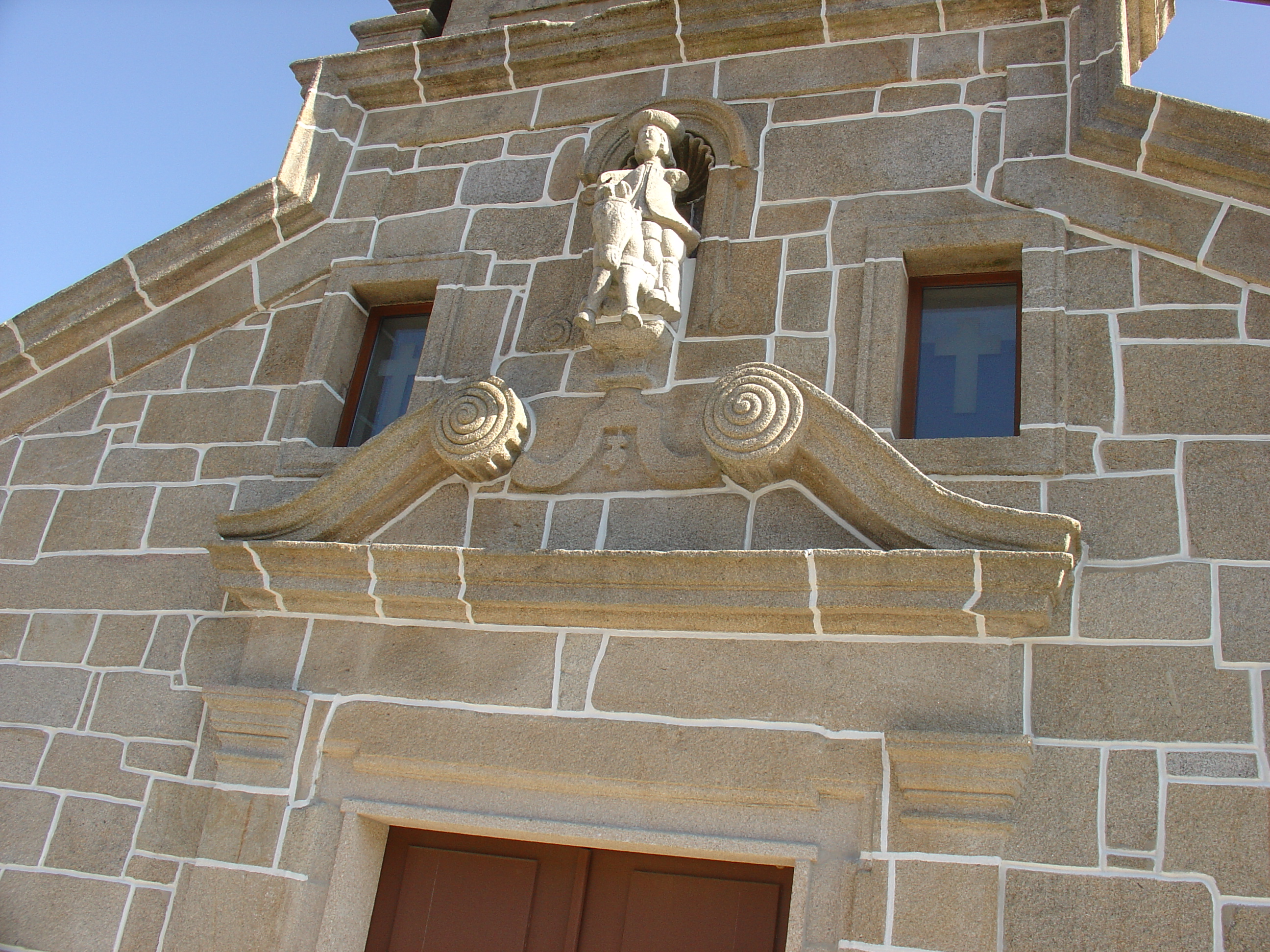
Santiago em granito
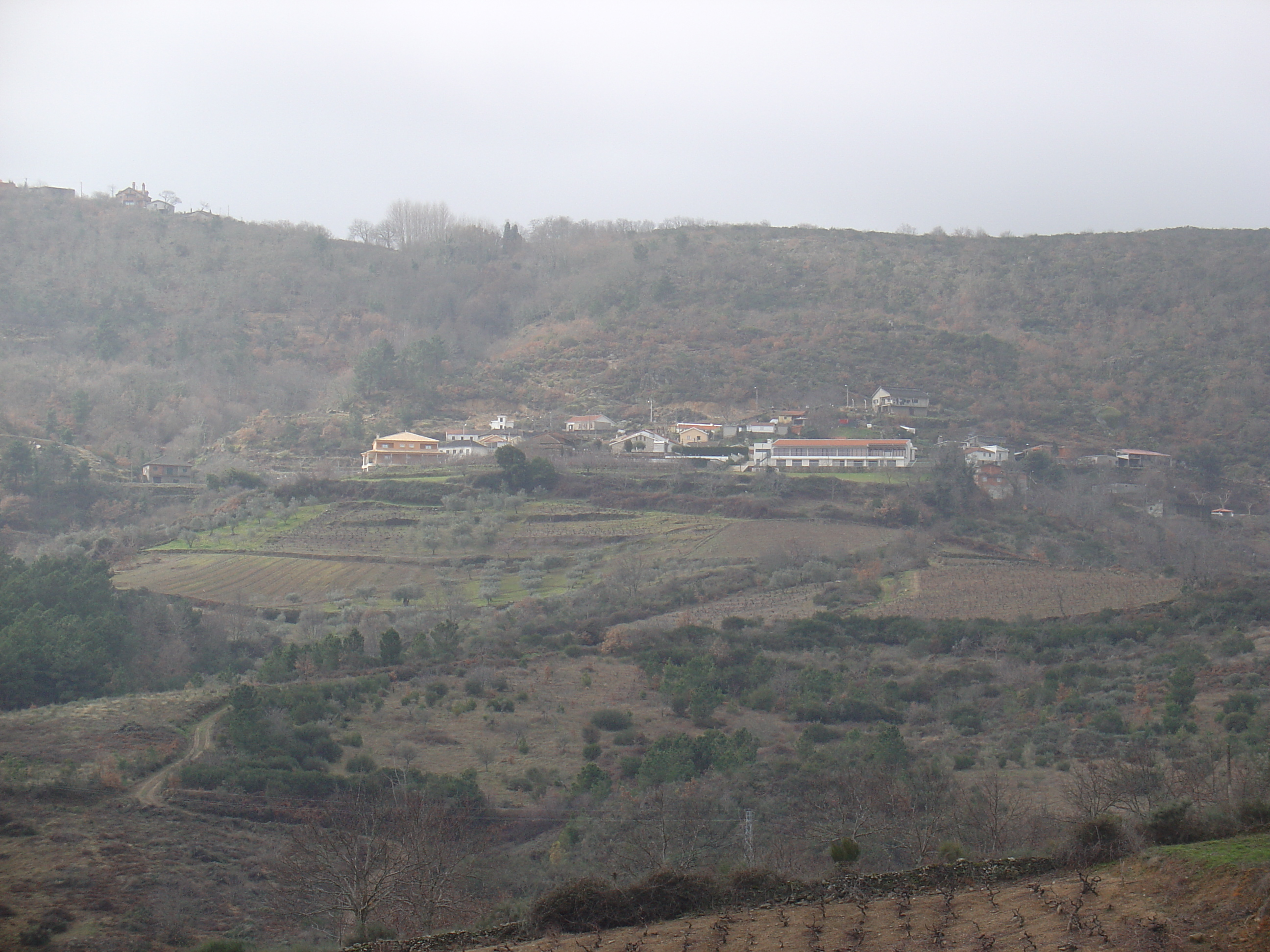
Santiago, visto de Alvites
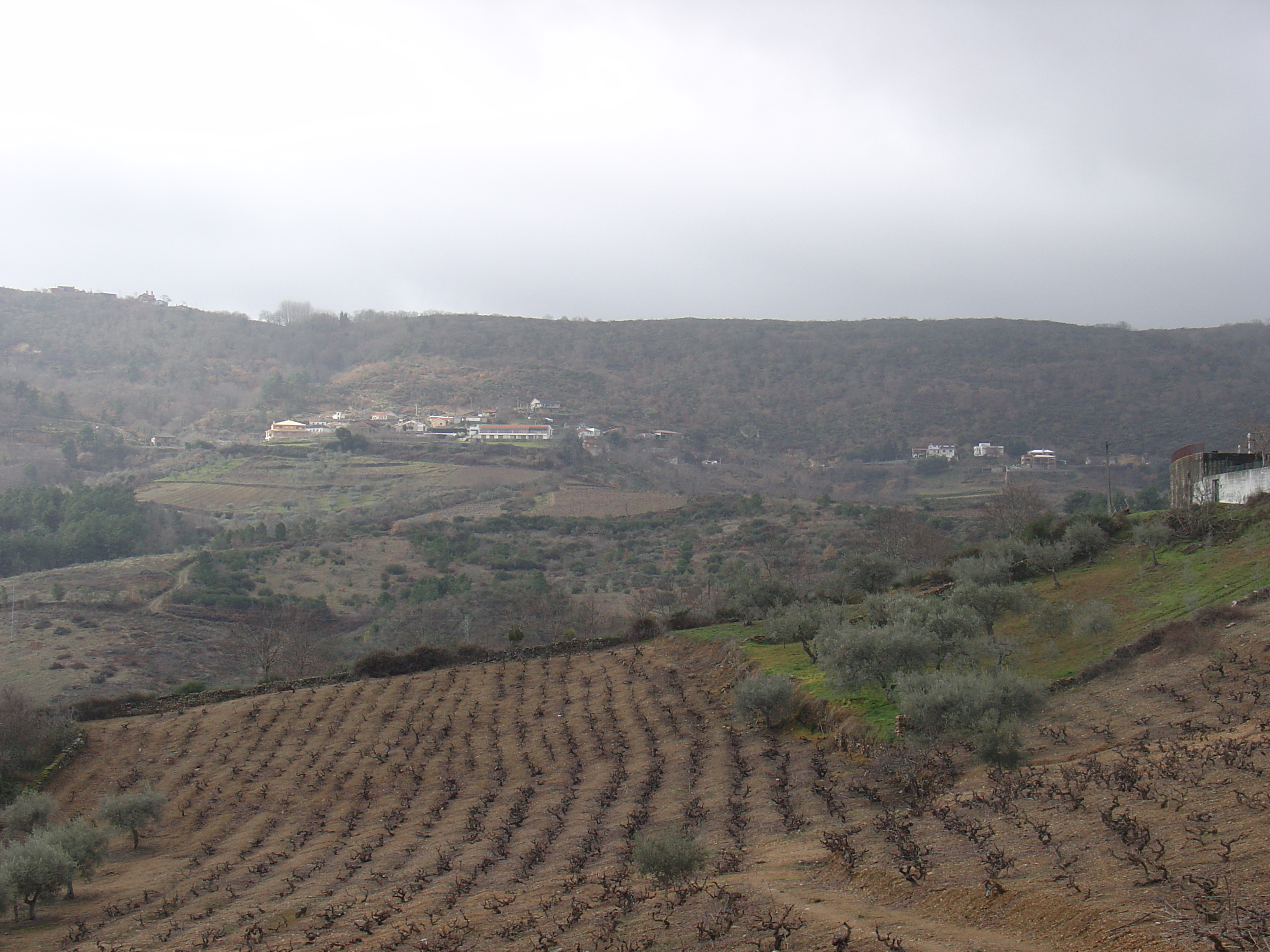
Santiago, vinhas e olivais de Alvites